# Distrito de Tahuamanu
El Distrito peruano de Tahuamanu es uno de los 3 distritos de la Provincia de Tahuamanu, ubicada en el Departamento de Madre de Dios, Perú. 
Desde el punto de vista jerárquico de la Iglesia católica forma parte del Vicariato Apostólico de Puerto Maldonado

## Geografía humana
En este distrito de la Amazonia peruana habita las siguientes etnias:
- Pano grupo Shipibo-Conibo autodenominado Joni'.
- Tacana grupo Ese'Ejja, autodenominado también  Ese'Ejja .
- Harakmbet grupo Amarakaeri. Este conjunto harakmbut comprende varios pequeños grupos: Amarakaeri, arasaeri, huachipaeri, kisamberi, pukirieri, sapiteri y toyoeri.